# Lisa Schmitz
Lisa Schmitz (Köln, 4 mei 1992) is een Duits voetbalspeelster. 
Schmitz begon met haar oudere broers en haar vader met voetballen bij de jongens van Germanua Zündorf. In 2009 stapte ze over naar het team van Bayer Leverkusen dat in de Duitse Tweede Divisie speelt. In 2015 verruilt ze Bayer Leverkusen voor Turbine Potsdam. Schmitz speelt sinds 2019 als keeper voor Montpellier in de Franse Division 1 Féminine.

## Statistieken
| Seizoen | Club             | Land      | Competitie | Wedstrijden | Doelpunten |
| ------- | ---------------- | --------- | ---------- | ----------- | ---------- |
| 2009/10 | Bayer Leverkusen | Duitsland | FRB2       | 22          | 0          |
| 2010/11 | Bayer Leverkusen | Duitsland | FRB        | 22          | 0          |
| 2011/12 | Bayer Leverkusen | Duitsland | FRB        | 14          | 0          |
| 2012/13 | Bayer Leverkusen | Duitsland | FRB        | 8           | 0          |
| 2013/14 | Bayer Leverkusen | Duitsland | FRB        | 20          | 0          |
| 2014/15 | Bayer Leverkusen | Duitsland | FRB        | 22          | 0          |
| 2015/16 | Turbine Potsdam  | Duitsland | FRB        | 15          | 0          |
| 2016/17 | Turbine Potsdam  | Duitsland | FRB        | 22          | 0          |
| 2017/18 | Turbine Potsdam  | Duitsland | FRB        | 21          | 0          |
| 2018/19 | Turbine Potsdam  | Duitsland | FRB        | 11          | 0          |
| 2019/20 | Montpellier      | Frankrijk | FD1        | 8           | 0          |
| 2020/21 | Montpellier      | Frankrijk | FD1        | 7           | 0          |
| Totaal  | Totaal           | Totaal    | Totaal     | 192         | 0          |

Laatste update: januari 2021

## Interlands
Schmitz speelde voor Duitsland O15, O16, O17 en O19. In 2018 speelde ze voor het eerst voor het Duits voetbalelftal in twee vriendschappelijke wedstrijden.